# جوزيف منساه (سياسي)
جوزيف منساه (بالإنجليزية: Joseph Mensah)‏ هو سياسي غاني، ولد في 22 أغسطس 1957. في الانتخابات العامة الغانية 2016، انتخب عضو البرلمان السابع لجمهورية غانا الرابعة ‏ عن دائرة Kwesimintsim (Ghana parliament constituency) ‏ وقد انضم خلال فترته النيابية ‏ (7 يناير 2017 – ) للكتلة البرلمانية الحزب الوطني الجديد ‏.